# Ана Маљевић
Ана Маљевић (Београд, 16. фебруар 1978) српска је глумица.

## Биографија
Са 14 година је уписала балетску школу у Кану. У овом граду је завршила гимназију Sainte Marie и похађала средњу и вишу балетску школу (1993–1997) на одсеку за класичан, модеран и џез балет. У том периоду остварила је више запажених улога у Француској, као и неколико значајних балетских наступа.
По повратку у Београд, 1997. године, уписала је и завршила Факултет драмских уметности. Потом је, 2002. године, завршила специјалистичке студије за мјузикл на Универзитету уметности у Београду.
Остварила је низ успешних позоришних, филмских и улога у ТВ серијама, радила је као мајстор сценског покрета, као кореограф, а свој глас је дала многим јунацима цртаних филмова.
Од децембра 2006. године је запослена у Позоришту на Теразијама. Говори енглески, руски, француски и немачки језик. Живи и ради у Београду.
Бави се екстремним  спортовима попут јахања и скокова у воду, каскадерством.
У сликарству је од 2018.године.
На Академији СПЦ за уметности и консервацију мастерирала је штафелајне слике и иконопис.
Ћерка је продуцента Бојана Маљевића и сестра глумице и продуценткиње Бојане Маљевић.

## Улоге

### Филмографија
| Год.   | Назив                     | Улога                  |
| ------ | ------------------------- | ---------------------- |
| 2000-е |                           |                        |
| 1989.  | Недељом од девете до пер  |                        |
| 2002.  | Мртав ’ладан              | Лименова бивша девојка |
| 2002.  | Лисице                    | Маја                   |
| 2002.  | Аурора                    | Аурора                 |
| 2003.  | Казнени простор           | Модести Блазе          |
| 2003.  | Ју                        | Соња                   |
| 2003.  | Илка                      |                        |
| 2004.  | Миле против транзиције    | више улога             |
| 2005.  | Ивкова слава              | Зона                   |
| 2005.  | Флерт                     | Вера                   |
| 2006.  | Седам и по                | Докторка               |
| 2006.  | Одбачен                   | Гала                   |
| 2006.  | Чарлстон за Огњенку       | Војникуша              |
| 2006.  | На лепом плавом Дунаву    | Маријана из Словеније  |
| 2007.  | Одбачен                   | Гала                   |
| 2008.  | Чарлитон са Огњену        | Војникуша              |
| 2009.  | На лепом плавом Дунаву    | Јана                   |
| 2009.  | Мансарда                  |                        |
| 2010-е |                           |                        |
| 2011.  | Сестре                    | Психолог Катарина      |
| 2011.  | Како су украли Немци      |                        |
| 2012.  | Капут мртвог човека       | Вера                   |
| 2013.  | Отворена врата 2          | Анђела Анђео           |
| 2014.  | Европа, бре!              | Сана                   |
| 2014.  |                           |                        |
| 2016.  | Андрија и Анђелка         | Новинарка              |
| 2016.  | Моје право                | Наратор                |
| 2019.  | Покоравање                |                        |
| 2019.  | Дуг мору                  | Јелена                 |
| 2020-е |                           |                        |
| 2020.  | Калуп                     | Џони                   |
| 2020.  | Клан                      | Цуца                   |
| 2020.  | Убице мог оца             | Дактилографкиња        |
| 2021.  | Александар од Југославије |                        |

### Позориште
- 1999. Српска драма, Позориште Душко Радовић
- 1999. Виктор или деца на власти, Народно позориште
- 2000. Капут мртвог човека, Београдско драмско позориште
- 2000. Смрт Уроша петог, Центар за културну деконтаминацију
- 2002. Капут мртвог човека, Атеље 212
- 2003. Клин, Београдско драмско позориште
- 2006. Чикаго, Позориште на Теразијама
- 2007. Кабаре, Позориште на Теразијама
- 2010. Буђење, Позориште на Теразијама
- 2013. Зона Замфирова, Позориште на Теразијама
- 2023. Цигани лете у небо, Позориште на Теразијама

### Улоге у синхронизацијама
| Година       | Цртани филм                | Улога                                                                       |
| ------------ | -------------------------- | --------------------------------------------------------------------------- |
| 2002.        | Нова три спадала (Хепи ТВ) | Мо итд. (неких од епизода)                                                  |
| 2002.        | Господин свирач (Хепи ТВ)  | сви женски ликови (неких од епизода)                                        |
| 2003.        | Фантомацан                 | Мацана Паметњаковић                                                         |
| 2003.        | Скипијеве авантуре         | Матилда                                                                     |
| 2003.        | Господин Муфљуз            |                                                                             |
| 2003.        | Соников Божићни јуриш      | Дечак                                                                       |
| 2003.        | Кртица слави Божић         | Девојчицина мајка                                                           |
| 2004.        | Несташни духови            |                                                                             |
| 2004.        | Зентрикс                   | Меган                                                                       |
| 2004.        | Грчка митологија           | Аталанта (С1Е4), Атина итд.                                                 |
| 2005.        | Ноди                       | Ноди, Лукавко (Лукави)                                                      |
| 2005.        | Јастучићи                  | Дамица Мица, Пипи Дуга Кикица                                               |
| 2006 - 2010. | Дружина мјау-мјау          | Бриџит Вердант, Рене Робертс (Фуџивара), Дрен                               |
| 2006.        | Трансформерси: Сајбертрон  |                                                                             |
| 2006.        | Медведићи доброг срца      |                                                                             |
| 2006.        | Медведићи у земљи чуда     | Принцеза чуда                                                               |
| 2006.        | Барби и 12 принцеза        | Џеневив, Кетлин, Лејси, Џенеса итд.                                         |
| 2006.        | Сезона лова                | Роси                                                                        |
| 2006.        | Ледено доба 2: Отапање     | Мала лењивка, птица мамица, бубинка                                         |
| 2006.        | Јагодица Бобица            | Лана Банана (С3-4), Медена, Мила Кобила, Тина Купина (С2-3), Кораљка, Сазет |
| 2006.        | Кирби                      | Кирби, Таф, Оштрица, Кабу итд.                                              |
| 2006 - 2007. | Пингвини осветници         | Бошко итд.                                                                  |
| 2006.        | Поли Покет: Полин свет     |                                                                             |
| 2007.        | Барби - острвска принцеза  | Софија                                                                      |
| 2008.        | Ши-Ра: Принцеза моћи       | Ши-Ра                                                                       |
| 2008.        | Учите са Нодијем           | Ноди, Лукавко (Лукави)                                                      |
| 2008.        | Спајдер рајдери            | Еквин, Венера, Принцеза Искрица, Скакавац                                   |
| 2009.        | Ноди у Земљи играчака      | Ноди                                                                        |
| 2009.        | Мала принцеза (Хепи ТВ)    | Сви женски ликови                                                           |

### Сценски покрет и кореографија за представе
- 1997. Клупа, Београдско драмско позориште
- 1999. Хобит, Дадов
- 2003. Матријошка, Народно позориште
- 2005. Црвени сто, Битеф театар